# Ermellina Malatesta

Stemma dei Malatesta

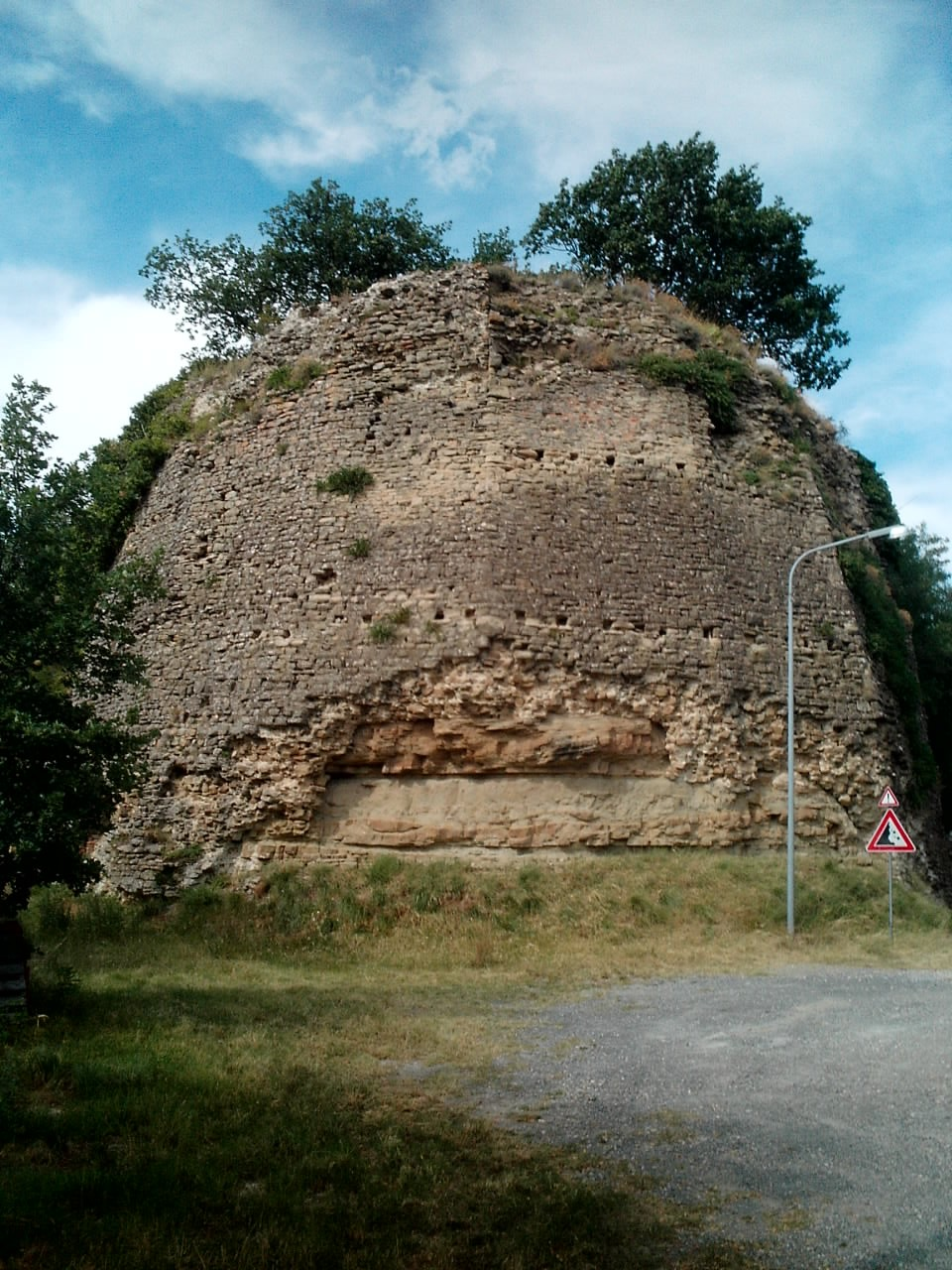
Bastione del castello di Giaggiolo

Ermellina Malatesta (XV secolo) è stata una nobildonna italiana.

## Biografia
Era l'unica figlia di Pandolfo Malatesta, di Niccolò detto "Cocco" (?-1464), conte di Ghiaggiolo.
Sposò il condottiero Gianfrancesco di Bagno per intercessione di papa Paolo III portando in dote prestigiosi feudi e al marito il titolo di conte di Ghiaggiolo. Il matrimonio portò però ad inimicarsi la famiglia Malatesta. Nel 1470 venne infatti trucidato Sallustio Malatesta nella casa di Giovanni Marcoselli, cognato di Gianfrancesco, da Roberto Malatesta, che fece giustiziare dal popolo il Marcoselli e scrisse alle corti d'Italia insinuando che del delitto non fosse estraneo Gianfrancesco. I signori dell'epoca non prestarono fede a quanto scritto dal Malatesta e tanto meno papa Sisto IV, che inviò Gianfrancesco con 400 uomini a sottomettere Todi e Spoleto. Nel 1471 alla morte del padre, Ermellina ottenne dal vescovo di Sarsina Antonio Malatesta, suo parente, il feudo di Fontanafredda. Sostenne una lite per il feudo di Ghiaggiolo con il vescovo di Ravenna Filiasio Roverella, che ne rivendicava la giurisdizione. Ma papa Sisto IV diede ragione alla Malatesta.

## Discendenza
Ermellina e Gianfrancesco ebbero otto figli:
- Ruggero, morto giovane
- Giustina, sposò Tiberio Brandolini
- Giulia, sposò Giovanni Naldi
- Lucrezia, sposò Niccolò Mauruzi
- Niccolò (?-dopo 1521), condottiero
- Malatesta, religioso
- Guidoguerra (?-1495), condottiero
- Maria, sposò Guido Rangoni